# 圣托马德库尔瑟里耶
圣托马-德库尔瑟里耶（法語：Saint-Thomas-de-Courceriers，法語發音：[sɛ̃ tɔma də kuʁsəʁje]）是法国马耶讷省的一个市镇，属于马耶讷区。

## 地理
圣托马-德库尔瑟里耶（48°16'28"N, 0°15'56"W）面积12.95 平方千米，位于法国卢瓦尔河地区大区马耶讷省，该省份为法国西北部内陆省份，北起芒什省和奧恩省，西接伊勒-维莱讷省，南至曼恩-卢瓦尔省，东临萨尔特省。
与圣托马-德库尔瑟里耶接壤的市镇（或旧市镇、城区）包括：库尔西泰、伊泽、圣日尔曼德库拉梅、特朗、奥尔特河畔维马丹。
圣托马-德库尔瑟里耶的时区为UTC+01:00、UTC+02:00（夏令时）。

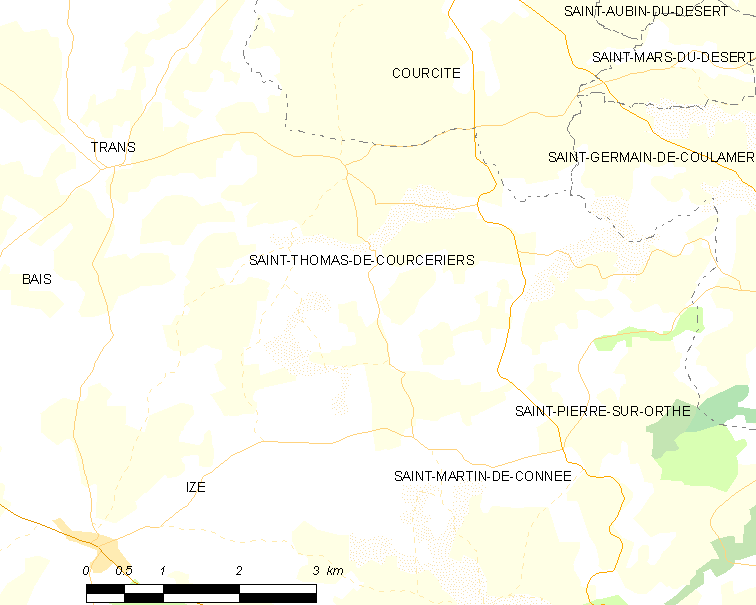
圣托马-德库尔瑟里耶的OSM定位图

## 行政
圣托马-德库尔瑟里耶的邮政编码为53160，INSEE市镇编码为53256。

## 政治
圣托马-德库尔瑟里耶所属的省级选区为埃夫龙县。

## 人口

1962-2008年间圣托马-德库尔瑟里耶人口变化图示

圣托马-德库尔瑟里耶于2022年1月1日时的人口数量为162人。